# ホンゴウソウ目
ホンゴウソウ目（Triuridales）は、被子植物の目である。クロンキスト体系では、オモダカ亜綱の下位クラスに属している。腐生植物であり、葉緑体はない。花は小さく、両性花あるいは単性花である。雌蕊は単心皮性で離生である。種子は多数の胚乳を有する。

## 分類

### APG植物分類体系
APG植物分類体系では、ホンゴウソウ目の名称は使わない。

### クロンキスト体系
クロンキスト体系ではオモダカ亜綱の中にあり、2科を含む。
- 被子植物門 Magnoliophyta
  - 単子葉植物綱 Liliopsida
    - オモダカ亜綱 Alismatidae
      - ホンゴウソウ目 Triuridales
        - サクライソウ科 Petrosaviaceae
        - ホンゴウソウ科 Triuridaceae

### 新エングラー体系
新エングラー体系では、単子葉植物綱の中にあり、1科を含む。
- 被子植物門 Magnoliophyta
  - 単子葉植物綱 Liliopsida
    - ホンゴウソウ目 Najadales
      - ホンゴウソウ科 Triuridaceae